# Chim điên mặt xanh
Chim điên mặt xanh (danh pháp khoa học: Sula dactylatra) là một loài chim trong họ Sulidae. Loài này sinh sản trên các vùng đại dương nhiệt đới, trừ phía tây Đại Tây Dương; ở đông Thái Bình Dương nó được thay thế bởi Chim điên Nazca, Sula granti trước đây được xem là một phân loài của chim điên mặt xanh. Nó cũng được gọi là chim điên "mặt nạ".

## Hình ảnh

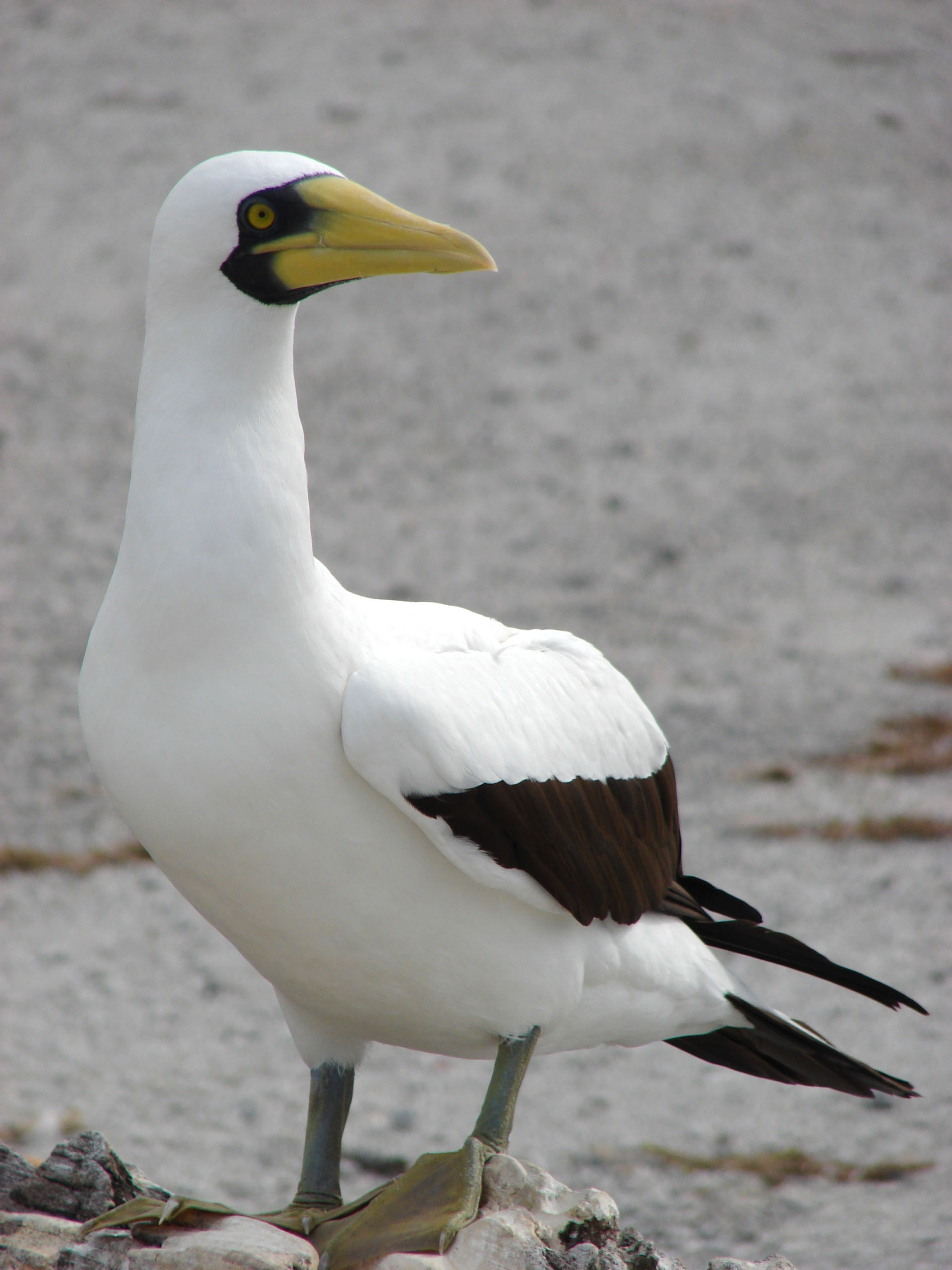
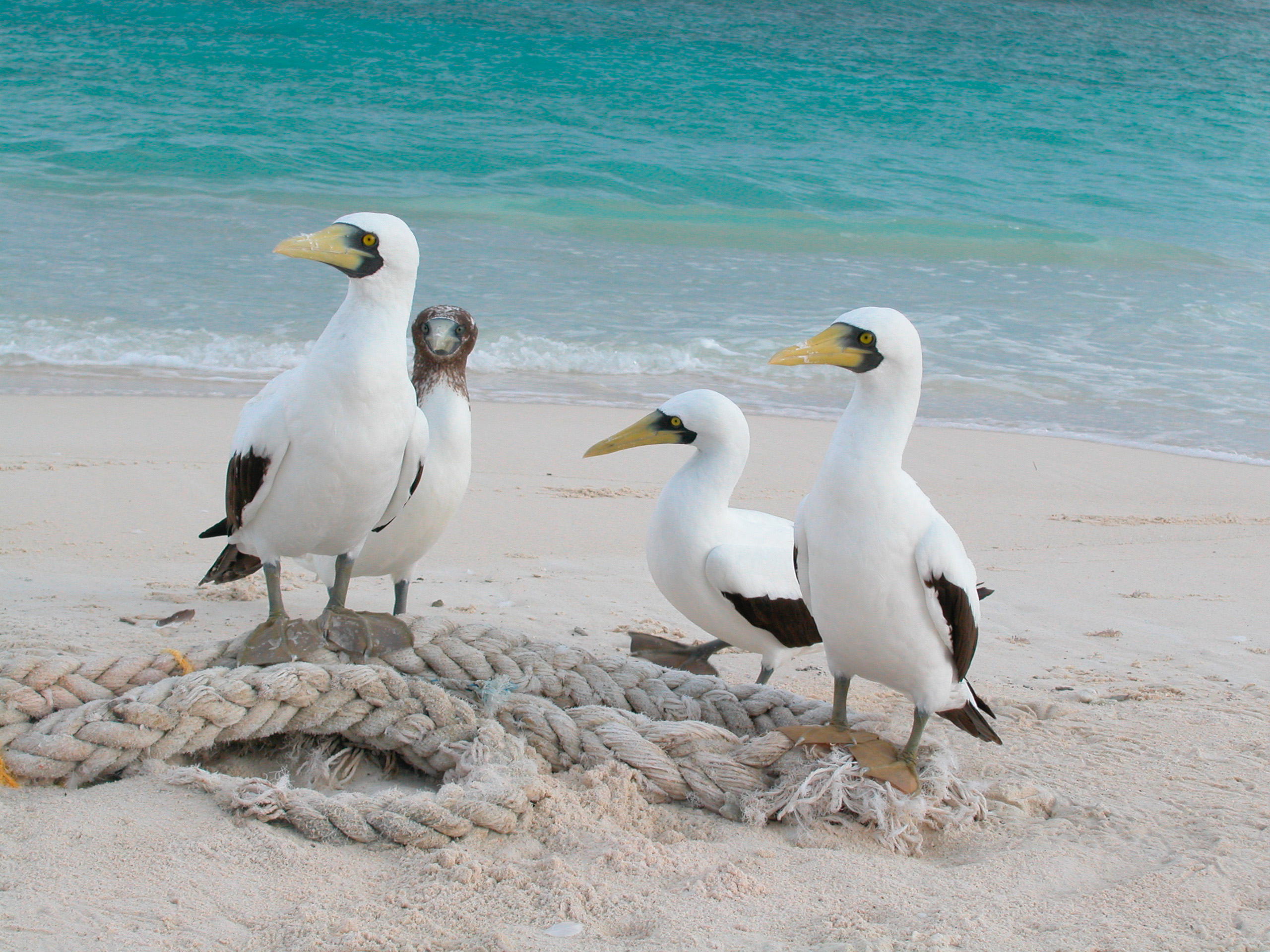
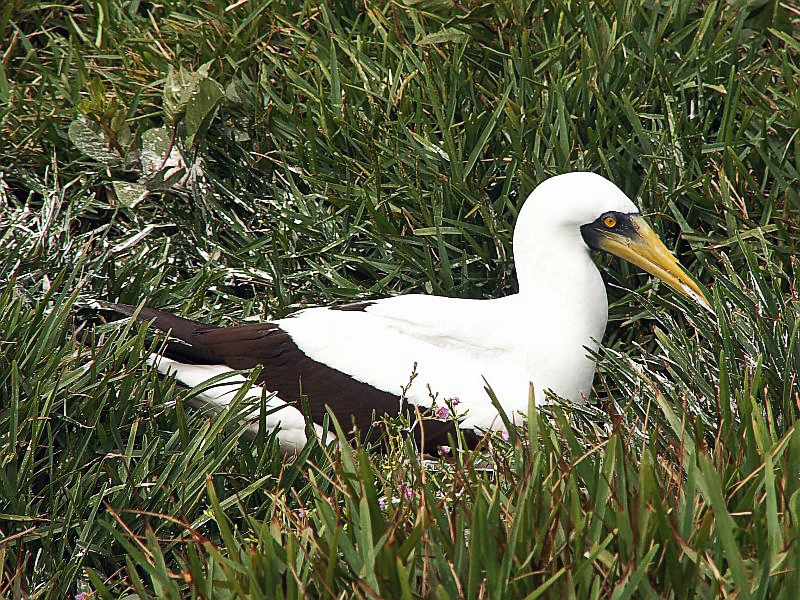
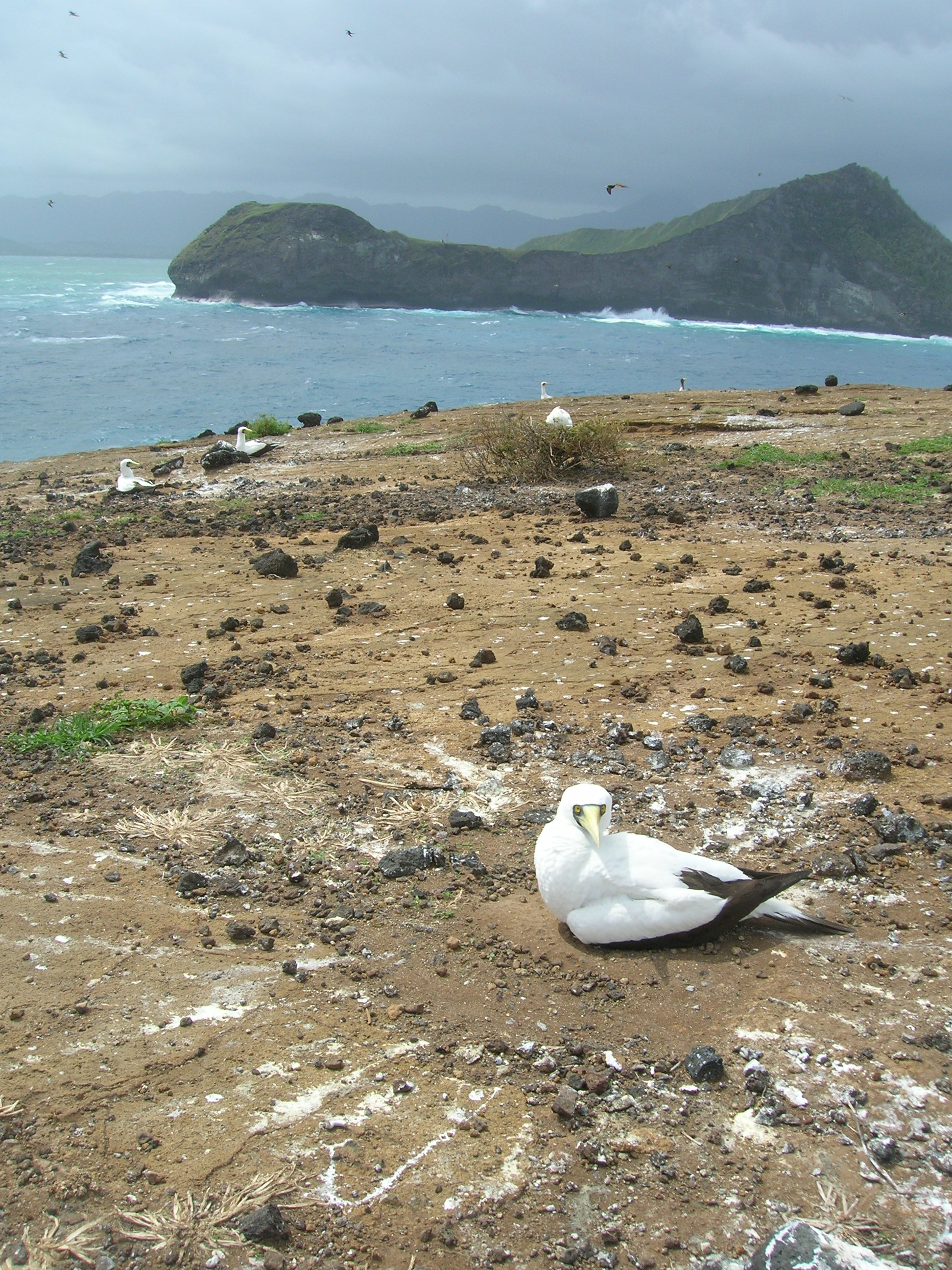
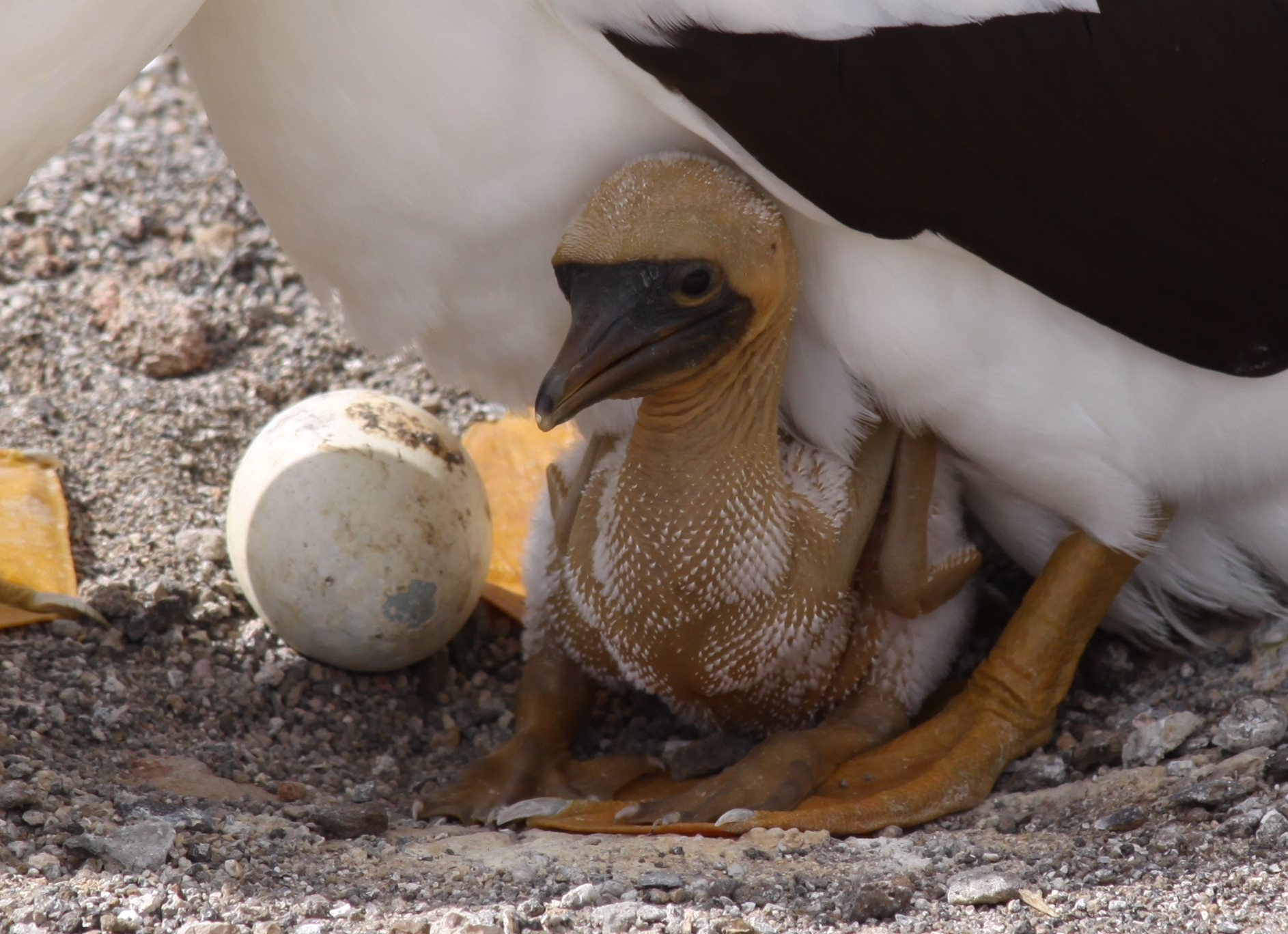
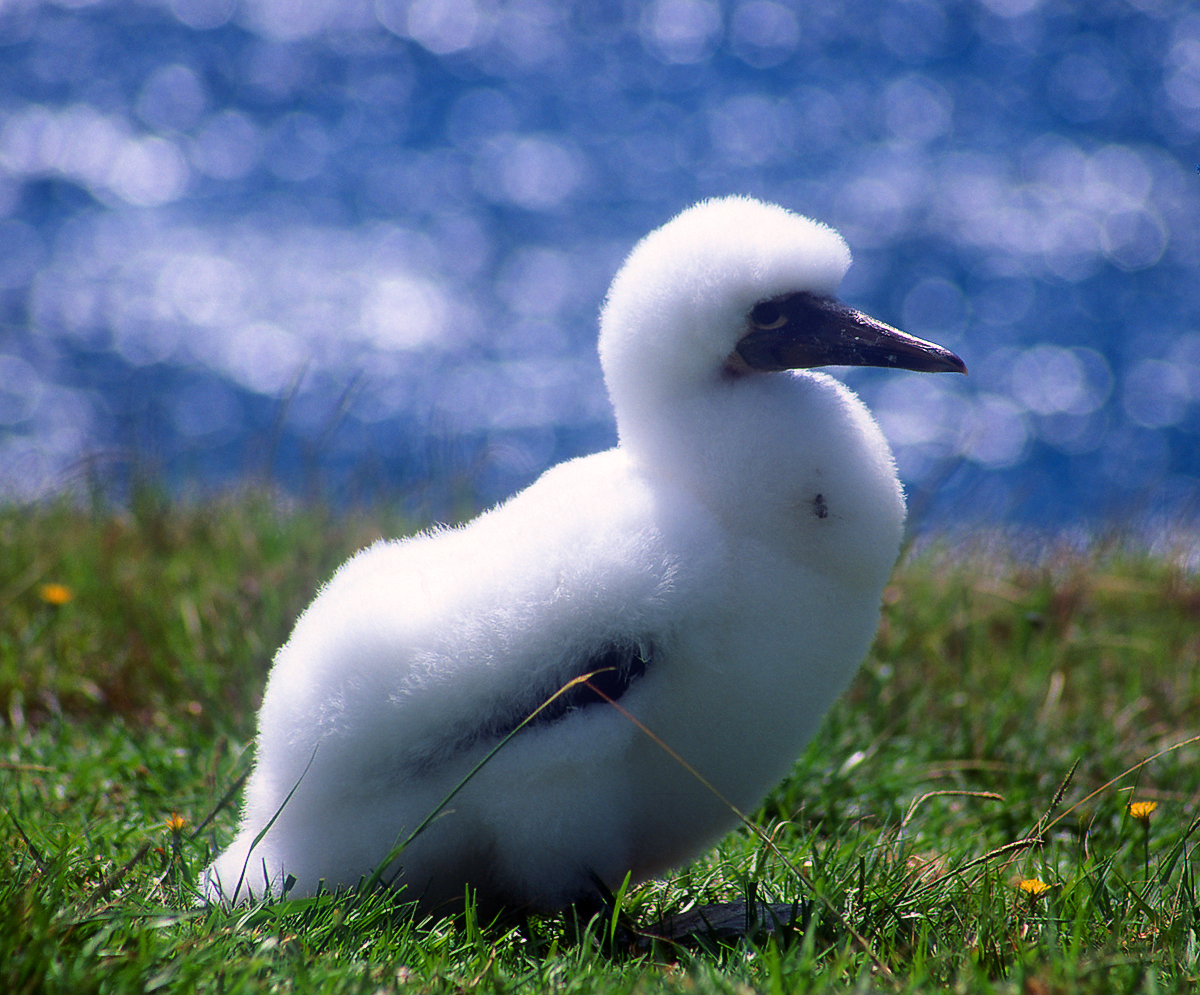
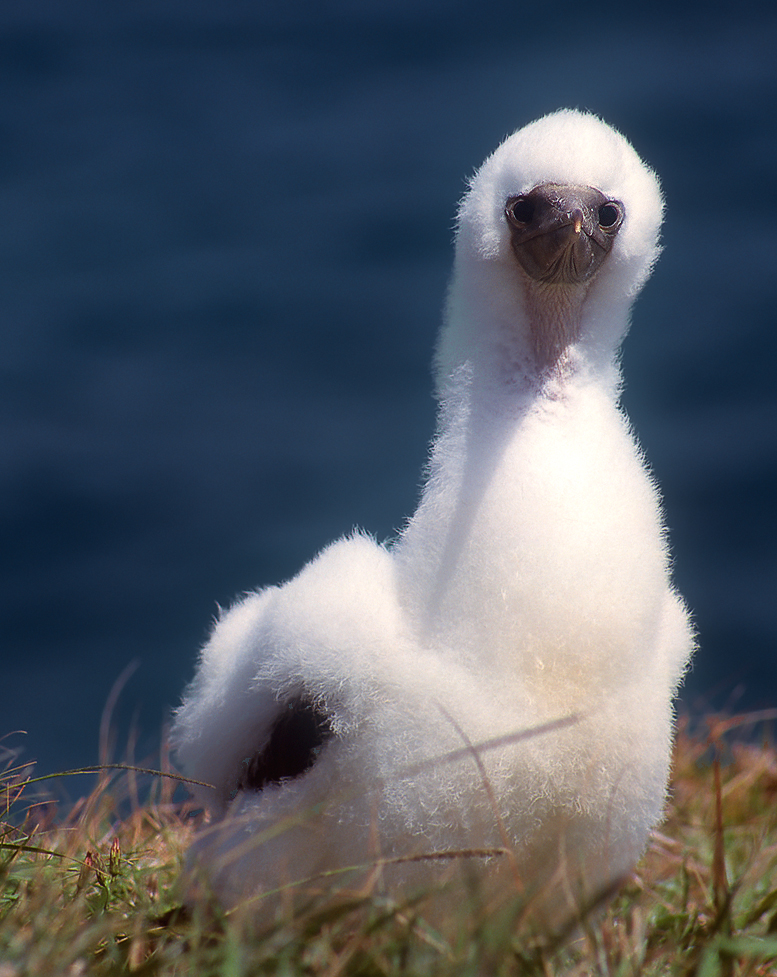
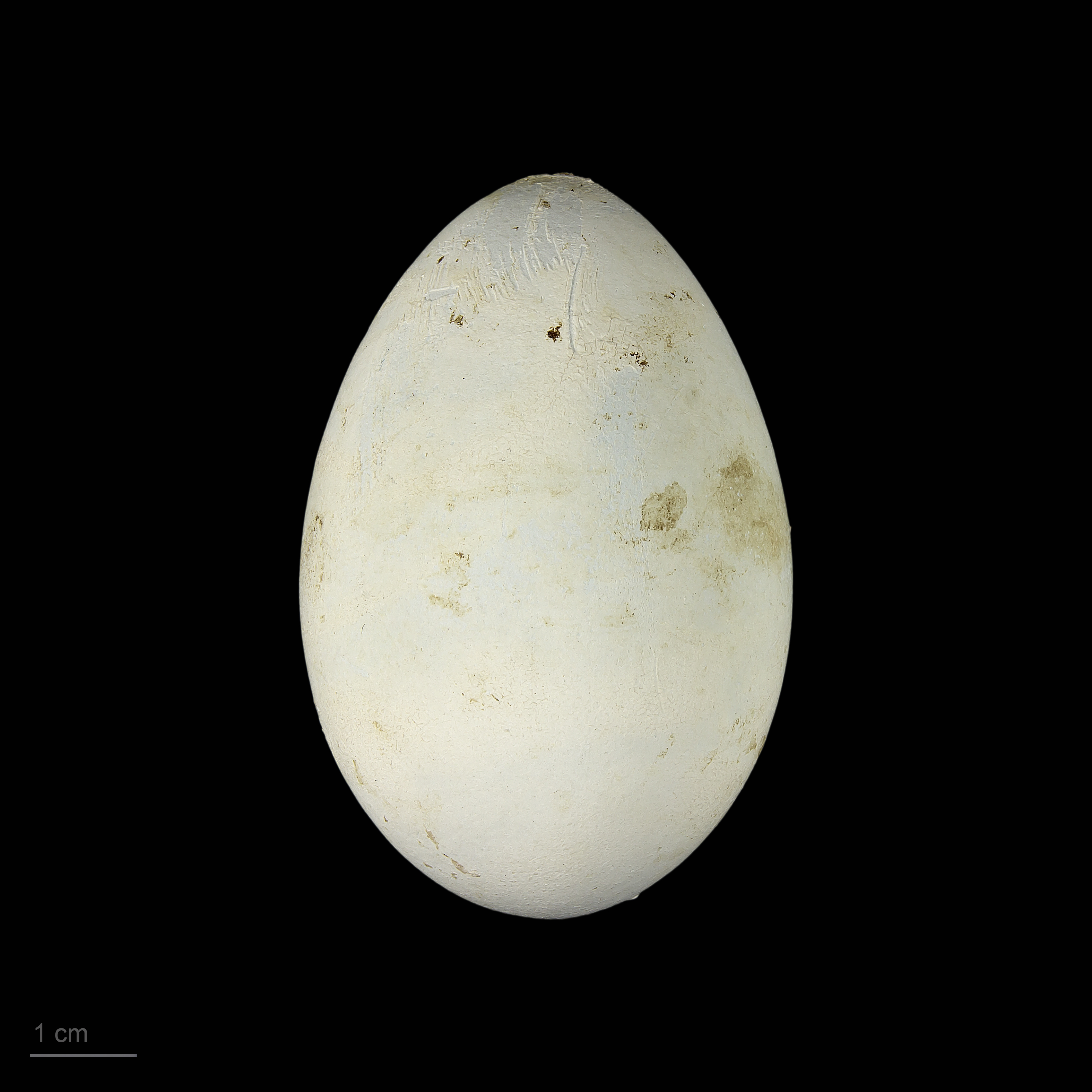
Museum specimen